# Rigoberta Menchú Tum
Rigoberta Menchú Tum (ur. 9 stycznia 1959 w Chimel) – gwatemalska działaczka demokratyczna, obrończyni praw rdzennej ludności.

## Życiorys
Aktywistka z należącego do ludu Majów plemienia Kicze (Quiché), działała jako katechetka i w ruchu robotników rolnych. Zmuszona do wieloletniego pobytu na emigracji w Meksyku, od niedawna ponownie w ojczyźnie, od 1981 działa na rzecz praw gwatemalskiej rdzennej ludności oraz normalizacji po zakończeniu wojny domowej.
Jej ojciec zginął podczas antyrządowego protestu w jednej z ambasad Gwatemali, brat został porwany i zamordowany w 1979 roku przez prawicowe szwadrony śmierci, a matka została porwana, pobita, zgwałcona i zamordowana przez żołnierzy rok później.
W roku 1990 otrzymała Nagrodę UNESCO za Wychowanie dla Pokoju. W 1992 została uhonorowana pokojową nagrodą Nobla; wyróżnienie to było nieco kontrowersyjne – w opinii wielu komentatorów pozostawało w związku z tzw. kluczem noblowskim – w tym przypadku zwrócono uwagę na prawa Indian w 500-rocznicę pierwszej wyprawy Kolumba.
David Stoll w książce Rigoberta Menchú and the Story of All Poor Guatemalans z 1999 roku stwierdził, że niektóre zdarzenia opisane w głośnej autobiograficznej książce Menchú Tum Ja, Rigoberta z 1983 roku nigdy nie miały miejsca. Stoll przyznał jednak, iż nie nazwałby książki mistyfikacją, gdyż główne opisane tam fakty (śmierć najbliższych) istotnie miały miejsce. Sama autorka zarzuciła Stollowi "rasistowskie ukrywanie i wypaczanie zbrodni przeciwko Majom" i zaprosiła go do Gwatemali, by mógł obserwować przesłuchania podczas procesu o zbrodnie ludobójstwa. Później jednak przyznała, że w swej autobiografii zmieniła pewne fakty, co jednak, w jej przekonaniu nie miało znaczenia dla istoty sprawy. Po ujawnieniu niezgodności niektórych opisanych w autobiografii wydarzeń ze stanem faktycznym pojawiły się głosy, by odebrać autorce Nagrodę Nobla. Komitet jednakże wniosek taki odrzucił.
W 2004 przyjęła ofertę prezydenta Gwatemali Óscara Bergera współpracy we wdrażaniu pokojowych porozumień kończących wieloletnią krwawą wojnę domową w tym kraju.
W 2007 i 2011 startowała w wyborach na prezydenta Gwatemali, za każdym razem zdobywając nieco ponad 3% głosów.